# Iller-Unglück

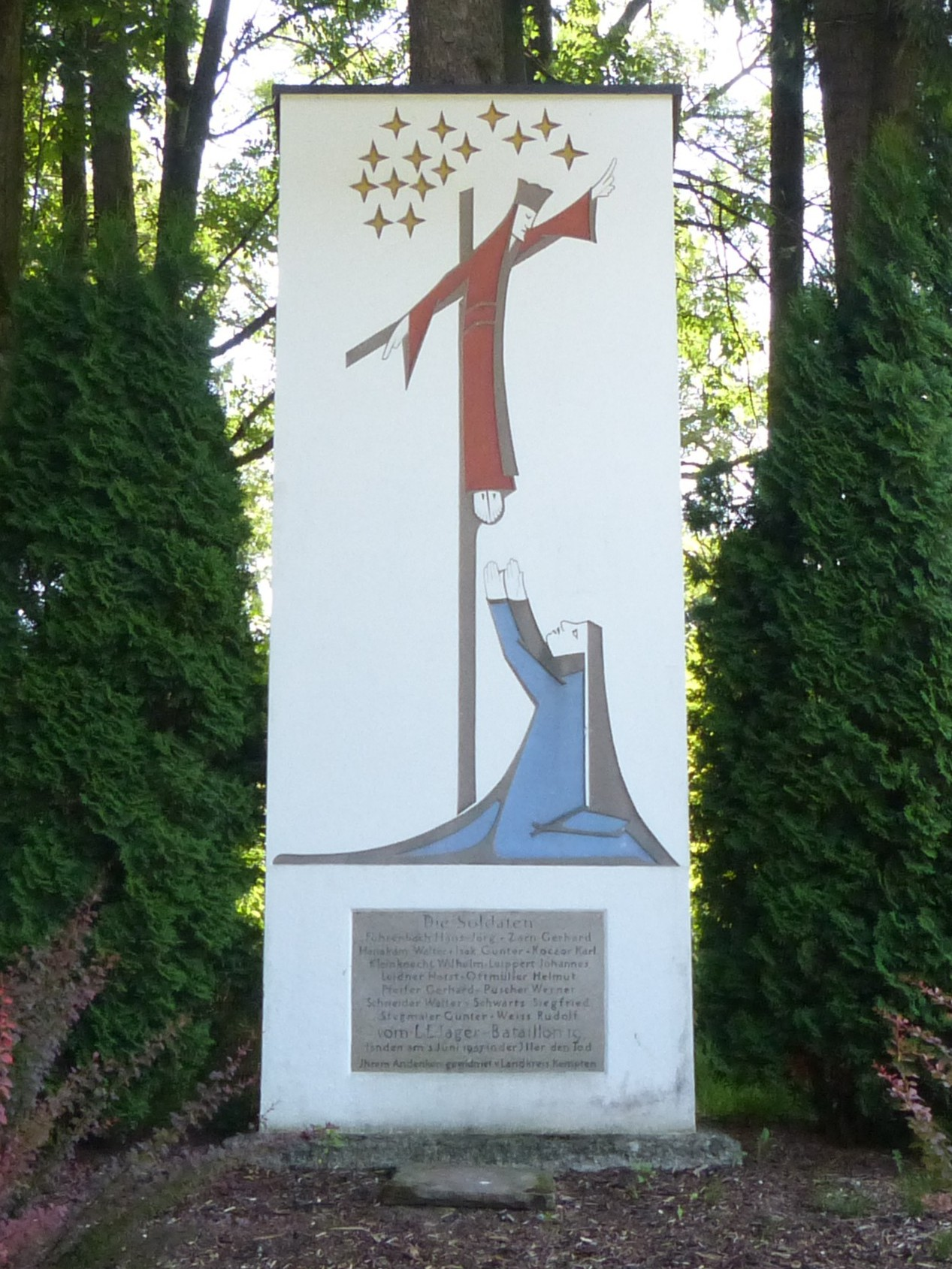
Denkmal, das an das Iller-Unglück erinnert, in der Nähe der Hirschdorfer Illerbrücke

Beim Iller-Unglück am 3. Juni 1957 verunglückten 15 Grundwehrdienstleistende des Luftlandejägerbataillons 19 der Bundeswehr tödlich beim Durchqueren der Iller bei Hirschdorf (Gemeinde St. Lorenz, Landkreis Kempten (Allgäu); heute Stadt Kempten) in Bayern. Das Bataillon war in der Prinz-Franz-Kaserne in Kempten (Allgäu) stationiert. Eine der Konsequenzen dieses Unglücks war die Gründung des Soldatenhilfswerks der Bundeswehr.

## Verlauf
Erstmals waren zum 1. April 1957 Wehrpflichtige des Geburtsjahrgangs 1937 zur Ableistung ihres zwölfmonatigen Grundwehrdienstes in die Ende 1955 gegründete Bundeswehr eingezogen worden. 15 Angehörige des IV. Zugs der 2. Kompanie unter Kompaniechef Oberleutnant Alfred Sommer des Luftlandejägerbataillons 19 fanden zwei Monate später, am Montag, dem 3. Juni, den Tod.
An diesem Tag kamen gegen 10:30 Uhr 28 Rekruten von der Infanteriegefechtsausbildung zurück, geführt von dem 24 Jahre alten Stabsoberjäger Dieter Julitz, der vor Eintritt in die Bundeswehr Ausbilder und Gruppenführer bei der Bereitschaftspolizei gewesen war. Die Soldaten sollten bei Hirschdorf als Ausbildungseinlage mit voller Ausrüstung bei schönem Wetter und klarem Wasser nah der Hirschdorfer Illerbrücke an einer ehemaligen Furt die Iller durchqueren, die an dieser Stelle knietief und etwa 50 Meter breit ist. Die Soldaten hatten schon zuvor einige Male die Iller durchschritten. Julitz ging als Zugführer in die nur acht Grad kalte Iller voran, seine 28 Rekruten folgten ihm, sich gegenseitig an Händen haltend. Der 33 Jahre alte und kriegserfahrene Zugführer Stabsoberjäger Schäffler beobachtete das Geschehen von der Hirschdorfer Illerbrücke aus, da er „fußkrank“ war.
Aber die Iller war an diesem Tag anders. Nach vorangegangenen Regenfällen war der Wasserstand gestiegen und der nun reißende Fluss zog den Soldaten sofort die Füße unter dem Körper weg. Auf den glitschigen Steinen fanden sie keinen Halt und Sturmgepäck, Waffe und weitere Ausrüstung am Körper hinderte sie zusätzlich. Es gab nun tiefere Gumpen und an den Stützpfeilern der Brücke hatten sich Strudel gebildet. Nur wenige der Soldaten konnten überhaupt schwimmen. Einige konnten sich an den Pfeilern der Iller-Brücke festklammern. 19 Soldaten wurden weggeschwemmt, vier konnten sich retten (neben Julitz die Rekruten Manfred Karremann und Wolfgang Igel, welche noch ihren Kameraden Bernhard Blessing retten konnten). Die übrigen 15 ertranken in den Fluten und wurden abgetrieben. Die spätere Suche nach ihnen wurde durch einsetzenden Regen erschwert. Der letzte Leichnam wurde erst nach 16 Tagen, am Fronleichnamstag, dem 19. Juni 1957, gefunden. Bereits am 6. Juni, drei Tage nach dem Unglück, fand in Kempten eine Trauerfeier statt, in der ein einziger Sarg stellvertretend für alle Verunglückten stand.
Karremann und Igel mussten die verstümmelten Leichen nach dem Auffinden identifizieren, da man deren Anblick ihren Angehörigen ersparen wollte.
Später wurde festgestellt, dass die Durchquerung der Iller weder durch den Dienstplan noch durch Sicherheitsvorkehrungen abgesichert, sondern eine „spontane Handlung“ war.
An der Unglücksstelle nördlich der Hirschdorfer Iller-Brücke errichtete der Landkreis Kempten (Allgäu) ein Denkmal für die 15 Toten und zur Erinnerung an diesen Unglücksfall am 3. Juni 1957, dem „schwärzesten Tag des Heeres“. Zur Einweihung sprach auch Verteidigungsminister Franz Josef Strauß. Seitdem findet dort alljährlich eine Gedenkfeier der Bundeswehr statt. Zum 50. Jahrestag im Jahr 2007 sprach Generalinspekteur Wolfgang Schneiderhan.

## Untersuchung
Der Inspekteur des Heeres, Generalleutnant Hans Röttiger, und der Generalinspekteur der Bundeswehr, General Adolf Heusinger, flogen umgehend von Bonn zur Unglücksstelle sowie Verteidigungsminister Franz Josef Strauß, der am nächsten Tag heiraten wollte und erst morgens wieder nach Rottach am Inn zurückkehrte. Der Pressesprecher des Verteidigungsministeriums, der damalige Major und spätere General Gerd Schmückle, erfuhr von Kompaniechef Sommer, „die Flussüberquerung sei militärisch Unsinn gewesen“ und „streng verboten, mündlich und schriftlich“.
Am 12. Juni befasste sich das Bundeskabinett mit dem Unglücksfall. Der Vorfall hatte erneut eine Debatte über Form und Inhalt der militärischen Ausbildung und die „Innere Führung“ bei der Bundeswehr ausgelöst. Die alten Auseinandersetzungen zwischen Traditionalisten und Reformern wurden wieder artikuliert. Für Bundeskanzler Konrad Adenauer war es außerdem nach der politisch heftig umstrittenen Gründung der Bundeswehr besonders wichtig, dass dieses Unglück nicht auf Fehlern des militärischen und politischen Systems beruhte. Es sei herauszustellen, forderte er, dass „nicht das System, sondern die Schuld eines Einzelnen oder mehrerer Einzelner zu der Katastrophe geführt hätten“.
Am 26. Juni gab Verteidigungsminister Strauß vor dem Bundestag die Ergebnisse der Untersuchung bekannt, wonach die Soldaten schon zuvor einige Male die Iller durchwatet hätten. Der Bataillonskommandeur habe das aber nach seiner Kenntnisnahme sofort verboten. Der Kommandeur hatte angeordnet, eine Überquerung der Iller sei künftig nur mit seiner ausdrücklichen Genehmigung gestattet. Über diese Anweisung habe Kompaniechef Sommer seine Unterführer informiert, und auch Zugführer Schäffler habe diese Anweisung gekannt. Doch Schäffler habe erklärt, „im entscheidenden Augenblick nicht daran gedacht zu haben“. Ob Julitz diese Anweisung kannte, war nicht geklärt worden. Er war allerdings am Tag der Belehrung abkommandiert gewesen.
Der Bundestagsabgeordnete und Ritterkreuzträger Fritz Eschmann (SPD) trug vor dem Bundestag die Meinung der Opposition vor. Eschmann betonte die politische Schuld an diesem Unglück und verwies auf die „sinnlose Hast und Überstürzung“ beim Aufbau der Bundeswehr. Die Opposition könne nicht akzeptieren, dass allein den Unteroffizieren die Schuld zugewiesen werden solle oder die Rekruten den Gehorsam ja hätten verweigern können. Dies sei ein Abwälzen der Schuld nach unten und ein „schmählicher Weg, nämlich die Schuldfrage sogar auf die Toten zu verschieben“. Der CSU-Abgeordnete Richard Jaeger wies jede Schuld der Regierung zurück.
Die Stabsoberjäger Julitz und Schäffler sowie Kompaniechef Sommer mussten sich Ende August 1957 vor dem Landgericht Kempten verantworten. Sie waren wegen fahrlässiger Tötung und fahrlässiger Körperverletzung angeklagt. Schäffler und Sommer wurden freigesprochen, Julitz zu acht Monaten Gefängnis verurteilt, die Strafe allerdings mit der Untersuchungshaft verrechnet und die Reststrafe zur Bewährung ausgesetzt.

## Namen der toten Soldaten
- Walter Hanakam (Oberjettingen)[5]
- Walter Schneider (Donaueschingen)

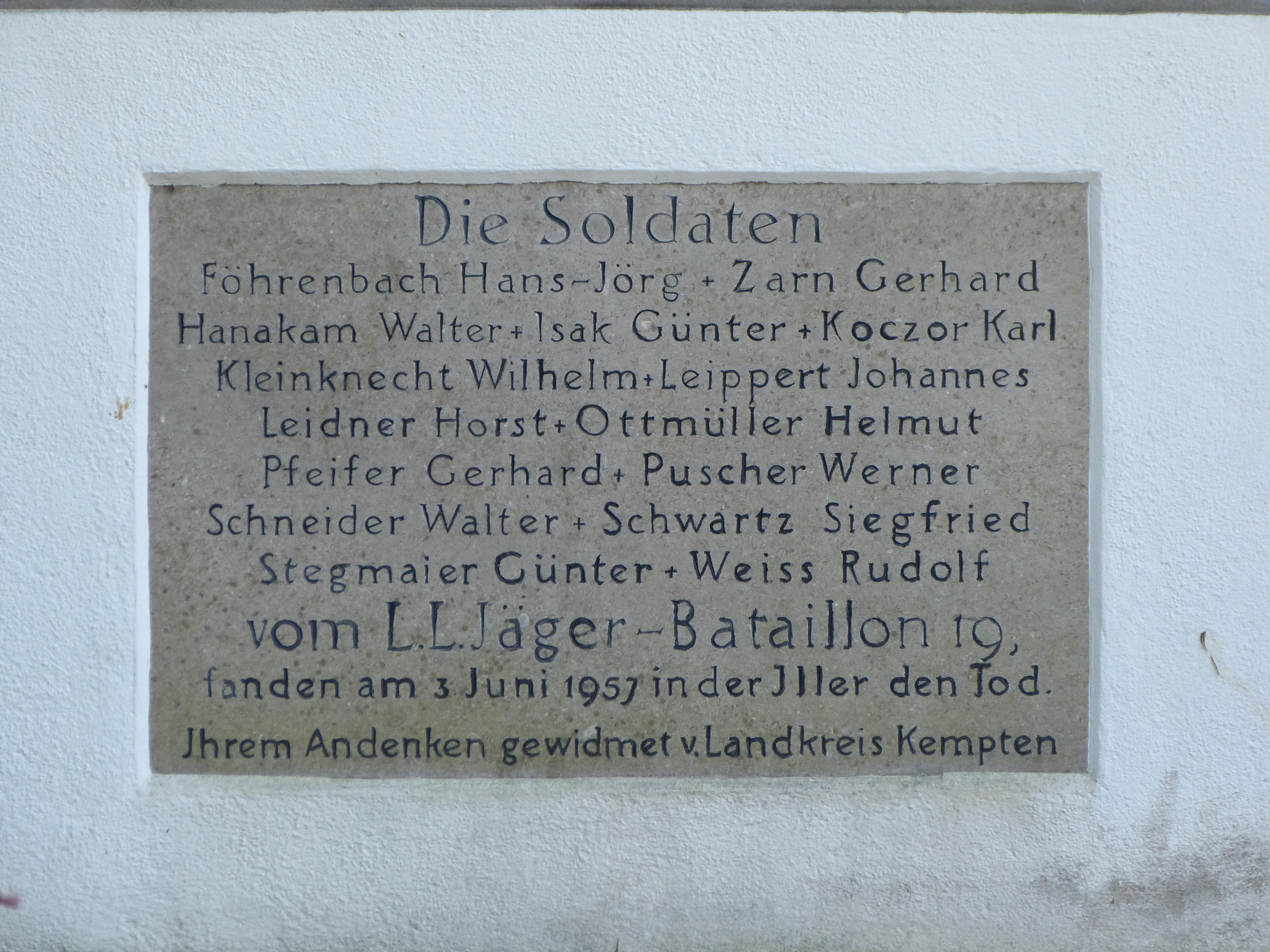
Inschriftentafel am Denkmal mit den Namen der Soldaten

- Günter Stegmaier (Schwäbisch Gmünd)
- Helmut Ottmüller (Waldenbuch)
- Siegfried Schwartz (Rimbach)[6]
- Rudolf Weiß (Waldshut-Tiengen)
- Karl Koczor (Neuhausen)
- Horst Leidner (Schlatt)[7]
- Gerhard Pfeifer (Dossenheim)
- Willi Kleinknecht (Ellhofen)
- Johannes Leippert (Großengstingen)
- Günther Isak (Watterdingen)
- Werner Puscher (Kettershausen)
- Gerhard Zarn (Frittlingen)
- Hans-Jörg Föhrenbach (Donaueschingen)[8]

## Soldatenhilfswerk
Unmittelbar nach dem Unglücksfall hatte Major Schmückle schon direkt vor Ort zur Unterstützung der Angehörigen der Opfer die „Hilfsaktion Iller“ angeregt. In die Bonner Ermekeilkaserne zurückgekehrt, appellierte er an Heeresinspekteur Röttiger, diesen Vorschlag nun in die Tat umzusetzen und ein Soldatenhilfswerk zu gründen – nach dem Motto: „Wer schnell gibt, hilft doppelt!“
Das Soldatenhilfswerk der Bundeswehr wurde am 18. Oktober 1957 gegründet. Allein im Jahr 2006 hat es Spenden in Höhe von 900.000 Euro gesammelt.